# 劉德華演唱會列表
劉德華演唱會主要介绍劉德華历年在各地举办的个人演唱會。

## 概况
1991年，刘德华在韩国汉城（即首尔）首爾奧林匹克體操競技場举办了四场演唱会，这是他首次举办个人演唱会。1992年赴美国与加拿大举办的八场个唱为其首次巡回演出。1993年1月，首次於紅磡體育館舉辦了20场的在港個人演唱會。之后1994年与1996年又各举办了20场，1999年、2001年与2004年的夏季各举办15场，2007年、2010年、2018年、2024年底各举办了16场、20场、13场（2018年原定20场，因喉咙发炎被迫取消了7场）、20场的跨年演出，累计起来目前他已在香港红馆开唱174场。
1993年刘德华首次到中国大陆展开了23场的室内巡回演唱会，为其首次中国巡演活动。1997年与1998年在内地累计举办20场；2000年的中国巡演在济南、沈阳等10个城市展开。2001年与2002年的“夏日Fiesta”巡演合计在武汉、大连、南昌、西安等10个城市举行。2004年至2005年的“Vision Tour”中国巡回在上海、苏州、西安、无锡等19个城市上演。2007年的“Wonderful World”中国巡回从呼和浩特开始到成都结束共在15个城市举办，其中上海站一连举办了两场；2009年继续进行了广州、合肥等9个城市的“Wonderful World”中国巡回个唱。2011年在北京、郑州和天津等11站举办“Unforgettable”中国巡回演出。2013年开启的“ALways”中国巡回个唱，选择在上海、南京、广州、北京和大连这五座城市的体育馆举行，以达到同香港红馆四面台一样的室内效果。2024年7月至9月在上海、广州、北京、南京、成都、杭州、重庆和深圳这八座大城市的室内体育馆举行了36场演出。至今刘德华已在中国大陆各城市举办了168场个人演唱会，其中上海为其举办场次最多的内地城市。由于创下过如重慶、武漢、呼和浩特、南寧、長春、成都、沈阳、上海、長沙等许多城市的票房上座和現場火暴記錄，刘德华也被一些中国媒体和演出商誉为“華語歌壇票房第一人”。
除了香港和中国大陆，刘德华也多次到台湾、新加坡、马来西亚，以及北美的温哥华和多伦多等华人聚集的城市举办演唱会。从1991年到2013年之间除了2006年和2012年外，刘德华每年都举办了多场演唱会，其中1996年以累计举办47场为其演唱会最多的一年。其演唱会顺序大多都是先在香港举办连续多场的个唱，然后再到各地巡演，不过2007年、2013年和2024年这三年却以中国巡演为开端，然后才赴其他地区举办。在演出内容上，香港本土以粤语歌曲为主，各地巡演则以国语歌曲为主，而《一起走过的日子》和《忘情水》这两首经典代表作是其演唱频率最多的歌曲。刘德华在每次巡演前都会学习一些新的舞蹈以表演给歌迷，如2001年的拉丁舞与2004年的踢踏舞。其演出现场经常以劲歌热舞为开端，中间会安插一些表演和歌唱同时进行的以爱情为主题的音乐剧，而且从头到尾刘德华与歌迷、观众交流互动的机会比较多。从1994年至今，刘德华已发行11张个唱影碟，其中在香港红馆录制的有1994、1996、1999、2001、2004、2007和2010年共七张，2002年的《你是我的骄傲演唱会》于12月6日在香港伊利沙伯体育馆举办，是为庆祝他入行20年而专门为三千名华仔天地会员举办的一次免费演出。另外三张冠名为中国巡回演唱会的影碟，分别是在2004年的北京工人体育场、2007年和2011年的上海体育场录制的，这开创了歌手在北京和上海这两大能容纳6万名以上观众的体育场发行演唱会影碟的先河，其中北京演唱会不仅入选中国演出家协会评选的「2004中国十大演出盛事」，而且还是2004年中国单场演出票房最高的一次演出。
劉德華2018年12月在香港舉行红館演唱會因身體不適被迫腰斬，他其後宣佈2020年舉辦除了7場補場外，還會加開5場演出，后来由于新冠疫情而取消。2019年9月，劉德華在新加坡演唱會中度過58歲生日，獲過萬粉絲齊唱生日歌。2022年9月3日晚20点，刘德华在抖音直播间举办了一场“把我唱给你听”线上演唱会，这是他继2021年出道40周年在抖音直播后第二次在抖音直播，从开始的《笨小孩》到最后的《17岁》，2小时的演出的在线观看人数最终达到3.5亿人次，各项观看数据创造了直播记录。
2024年刘德华展开新一轮巡回演唱会，7月至9月在上海、广州、北京、南京、成都、杭州、重庆和深圳等地的室内体育馆举行。2024年12月至2025年1月在紅館举办香港跨年个唱，此次是其第十次在红馆的个唱，也是首次在红馆选择三面台演出。

## 歷年列表
| 年 份 | 名 稱                                                                           | 场 地 | 城 市 |
| ----- | ------------------------------------------------------------------------------- | --- | --- |
| 1991  | 首次个人演唱会                                                                  | 韓國漢城：首爾奧林匹克體操競技場；新加坡：新加坡室內體育館；台北：台北市立體育場 | 韓國漢城（即首爾 8.16-19）4場；新加坡（8.24-25）2場；台北（8.27-28）2場 |
| 1992  | 美加巡迴、愛的空間音樂會、愛心移植慈善演唱會                                    | 有待確認 | 美國與加拿大計8場：洛杉矶、旧金山、多伦多（3.31）等地；香港九龍大專會堂（7.29-30）2場；香港紅館（11.8）1場 |
| 1993  | 「Satchi劉德華93演唱會」香港個唱/世界巡迴、“熱浪勁爆音樂會”、真情盼望慈善演唱會 | 韓國漢城：首爾奧林匹克體操競技場；台北：台北市立體育場；廣州天河體育館；上海：上海體育館；北京：首都體育館；深圳：深圳體育館；重慶：重慶市人民大禮堂 | 香港紅館（1993年1月23日-2月1日，2月13-22日）20場；韓國汉城（5.23）1場；台北（8.7-8.8）2場；中國大陆23場（广州8.11-14 4场、上海8.18-8.22 5場、北京8.24-8.27 4場、深圳8.31-9.2 3場、重庆9.8-9.12 5場、大连3场）；香港荃灣（7.30）1場；香港紅館（12.28-29）2場 |
| 1994  | “百事劉德華愛心滿杏林演唱會”、“暗裡著迷”香港個唱                                | 新加坡：新加坡室內體育館 | 香港紅館（4.26）1場；香港紅館（1994年8月6日-25日）20場；新加坡（9.9-9.10）2場 |
| 1995  | 劉德華知己情未鳥音樂會 、“真永遠”美加巡迴                                       | 美國場次待確認 | 香港伊館（11.28）1場；美國（洛杉磯 12.15、芝加哥 12.17、休士頓 12.19、華盛頓 12.22、亞特蘭大 12.23-12.25）與加拿大（多倫多 12.28、蒙特婁 12.29、溫哥華 12.30）計11場 |
| 1996  | “反轉紅館倒轉地球”香港個唱、世界巡迴                                            | 新加坡：新加坡室內體育館；馬來西亞：國家體育館；日本：日本大阪IMP大厅，日本名古屋市民会馆，東京中野サンプラザホール，東京NHKホール；台北：台北市立體育場；澳門：澳門綜藝館；拉斯維加斯：Mirage Casino；大西洋城：Taj Mahal Casino | 香港紅館20場（1996年8月6日-25日）；德國、葡萄牙、新加坡（8.31-9.1）、馬來西亞（9.6-9.7）、澳洲（伯斯 9.10、布里斯班 9.11、悉尼 9.14、墨爾本 9.15-9.16）、新西蘭（9.19）、歐洲（倫敦 9.23、曼徹斯特 9.24、鹿特丹 9.27、巴黎 9.29）、曼谷（10.2-10.3）、日本（10.5-10.6、10.8-10.9）、台北（10.12-10.13）、澳門（12.13-12.15）、美國（拉斯維加斯 12.21、大西洋城 12.24-25）、曼谷（12.29-12.31）、加拿大合計27場                                                                 |
| 1997  | 世界巡迴、中國巡迴、真生命真接觸演唱會                                          | | 雅加達（1.2-1.4）、中國大陸14場（佛山10.19 1場、深圳1場、江門11.4-5 2場、廣州11.8 1場）；香港會展（10.26） |
| 1998  | 98尋人演唱會、中國巡迴、大成校園演唱會                                          | 溫州：溫州體育中心；南京：五台山體育館；上海：上海體育館； | 香港會展（9.6）；溫州（9.10-9.11）、南京（10.27-10.28）與上海（10.30-10.31）三站計6場；台灣3場（台北 11.14、高雄 11.15-11.16） |
| 1999  | “愛你一萬年”香港個唱、世界巡迴                                                  | 新加坡：新加坡室內體育館；台北：台北市立體育場；高雄：高雄市立體育場；日本：東京國際フォーラムAホール；加拿大：豐業銀行體育館；大西洋城：Taj Mahal Casino；洛杉磯：caesars arena | 香港紅館（1999年8月7日-21日）15場；新加坡2場，台灣2場（台北 9.17、高雄 9.19），日本2场（11.10-11.11）與美加6场（美國 11.25-11.27、12.3-12.4，加拿大 11.23） |
| 2000  | 中國巡迴、道地綠色生活慈善演唱會                                                | 杭州：浙江省体育场；香港：紅磡體育館 | 濟南（5.14）、瀋陽（5.21）、青島（5.26）、杭州（5.31）、汕頭（6.3）、福州（6.6）、廣州（6.9）、深圳（6.11）、廈門（6.14）、珠海10站；香港（9.13） |
| 2001  | 生命重燃慈善演唱會、“夏日Fiesta”香港個唱、中國巡迴、世界巡迴                    | 武漢：武漢漢口體育中心；大連：大連人民體育場；太原：山西省體育場；荊州：荆州体育中心；合肥：安徽省體育場；上海：上海體育場 | 香港紅館（6.2）1場；香港紅館（2001年8月17日-31日）15場；悉尼（9.16）；武漢（10.19）、大連（10.21）、太原（10.28）、荊州（11.4）、合肥（11.8）、上海（11.10）6站；新加坡（11.17），馬來西亞雲頂（12.14-12.15，2場） |
| 2002  | 美加巡迴、美麗的一天台北演唱會、中國巡迴、你是我的驕傲演唱會                    | 舊金山：Henry Kaiser Auditorium；多倫多：華瑪賭場演奏廳；大西洋城：Taj Mahal Casino；台北：中山足球場；南昌：南昌八一體育場；西安：陝西省體育場；廣州：天河體育場；中山：中山市體育場；伊利沙伯體育館 | 舊金山（3.25）、多倫多（3.27）、大西洋城（4.1）2場；台北（8.17）4站；南昌（8.31）、西安（9.6）、廣州（10.20）、中山（10.27）4站；香港（12.6） |
| 2003  | 恆星劉德華2003年美加巡迴                                                        | 溫哥華：General Motors Place；多倫多：Sky Dome；大西洋城：Taj Mahal Casino | 溫哥華（12.16），多倫多（12.18），大西洋城（12.21）2場，拉斯維加斯（12.25）4站 |
| 2004  | 世界巡迴、“Vision Tour”香港個唱及中國巡迴                                       | 馬來西亞：雲頂雲星劇場；上海：上海體育場；蘇州：蘇州市體育中心體育場；哈爾濱：哈爾濱奧林匹克體育中心體育場；台州：台州市体育场；北京：北京工人体育场；重慶：重慶市奧林匹克體育中心；天津：泰達足球場；廈門：廈門體育中心；武漢：武漢體育中心；杭州：黄龙体育中心体育场 | 馬來西亞雲頂（1.2-1.3）；香港紅館（2004年8月31日-9月14日）15場；上海（9.17）、蘇州（9.23）、哈爾濱（9.25）、台州（9.29）、北京（10.9）、重慶（10.11）、天津（10.16 （页面存档备份，存于）、廈門（10.19）、武漢（10.23）、杭州（10.27）10站 |
| 2005  | “Vision Tour”中國巡迴、繼續談情音樂會、世界巡迴                                 | 西安：陝西省體育場；無錫：無錫體育中心體育場；鄭州：河南省体育场；臨淄：臨淄齊都文化體育城；無錫：蕪湖奧林匹克體育中心；瀋陽：瀋陽五里河體育場；海寧：海寧市体育中心体育场；長沙：賀龍體育場；貴陽：貴陽省新體育場；香港（返場）：九龍灣國際展貿中心；吉隆坡：默迪卡體育場；大西洋城：Taj Mahal Casino；拉斯維加斯：米高梅大花园体育馆                                                                 | 西安（8.27）、無錫（8.31）、鄭州（9.3） （页面存档备份，存于）、臨淄（9.8）、蕪湖（9.10）、瀋陽（9.16）、海寧（9.19） （页面存档备份，存于）、長沙（9.24）、貴陽（9.29）9站；香港九展（12.15）；吉隆坡（12.10），大西洋城（12.18），拉斯維加斯（12.24） |
| 2006  | 唱好情歌音樂會、相知相聚音樂會、最好的聲音party音樂會、Baleno十週年音樂會       | 香港：香港會議展覽中心；澳門：澳門漁人碼頭會議展覽中心；香港：綜藝館；香港會議展覽中心 | 香港會展（2.10）；澳門（4.1）；香港綜藝館（9.19）；香港會展（11.5） |
| 2007  | “Wonderful World” 中國巡迴及香港跨年個唱                                        | 呼和浩特：呼和浩特體育場；南寧：廣西區體育場；寧波：寧波市體育中心；南京：南京五台山體育中心；常熟：常熟市體育中心；溫州：溫州體育中心；長春：長春體育場；哈爾濱：哈爾濱奧林匹克體育中心體育場；杭州：黄龙体育中心体育场；天津：天津奧林匹克中心體育場；福州：福建省奧林匹克體育中心；台州：台州市體育中心；上海：上海體育場；北京：北京工人体育场；北京：成都市体育中心；香港（跨年個唱）：紅磡體育館 | 呼和浩特（9.1）、南寧（9.4）、寧波（9.9）、南京（9.13）、常熟（9.15）、溫州（9.21）、長春（9.23）、哈爾濱（10.7）、杭州（10.13）、天津（10.18）、福州（10.21）、台州（10.25）、上海（10.27-28，2場）、北京（11.2）、成都（11.6）15站；香港紅館（2007年12月21日-2008年1月5日）16場 |
| 2008  | “Wonderful World”世界巡迴                                                       | 悉尼：悉尼娛樂中心；台北：台北小巨蛋；新加坡：新加坡室內體育館 | 悉尼（10.4-10.5，2場），台北（11.21-11.22，2場），新加坡（12.12-12.13，2場）3站 |
| 2009  | “Wonderful World”中國巡迴                                                       | 廣州：廣東奧林匹克體育中心；合肥：合肥體育中心；蘇州：蘇州市體育中心；佛山：佛山世纪莲体育中心；常州：常州奥林匹克体育中心；長沙：賀龍體育場；煙台：煙台市體育公園；瀋陽：瀋陽奧林匹克體育中心；重慶：重慶市奧林匹克體育中心；澳門：澳門運動場 | 廣州（3.20）、合肥（3.24）、蘇州（3.28）、佛山（4.1）、常州（4.5）、長沙（4.10）、煙台（4.18）、瀋陽（4.22）、重慶（4.27）9站；澳門（12.20，紀念回歸10週年） |
| 2010  | “Unforgettable”香港跨年個唱                                                     | 香港（跨年個唱）：紅磡體育館 | 香港紅館（2010年12月20日-2011年1月8日）20場 |
| 2011  | “Unforgettable”中國巡迴                                                         | 北京：北京工人体育场；鄭州：河南省体育中心；天津：天津奧體中心體育場；慈溪：寧波市體育發展中心；上海：上海體育場；江陰：江阴体育中心；長沙：賀龍體育場；成都：成都市体育中心；武漢：武漢體育中心；重慶：重慶市奧林匹克體育中心；泉州：泉州海峡体育中心体育场 | 北京（4.23）、鄭州（4.26）、天津（4.30）、慈溪（5.4）、上海（5.7）、江陰（5.10）、長沙（5.14）、成都（5.18）、武漢（5.22）、重慶（5.27）、泉州（5.31）11站 |
| 2013  | “ALways”中國巡迴、世界巡迴                                                      | 上海：梅赛德斯-奔驰文化中心；南京：南京青奥体育公园；廣州：宝能广州国际体育演艺中心；北京：华熙live.五棵松体育馆；大連：大連體育中心體育館；台北：台北小巨蛋 | 上海（9.11-9.14，4场）、南京（10.4-10.5，2场）、广州（10.16-10.19，4场）、北京（10.30-11.2，4场）、大连（11.15-11.16，2场）、台北（12.28-12.29，2场）6站 |
| 2018  | “My Love”香港跨年個唱                                                           | 請參考各個的頁面 | 香港紅館（2018年12月15日-27日）(2018年12月28日-2019年1月3日(7場)， 13場 (原定20場，因身體不適延期） |
| 2019  | “My Love”世界巡迴                                                               | 請參考各個的頁面 | 馬來西亞（9.13-9.15，3場）、新加坡（9.25-9.28，4場）2站 |
| 2020  | “My Love”香港個唱（補場）（因新冠疫情取消）                                     | 請參考各個的頁面 | 香港紅館（2020年2月15日-18日，2月20日-23日，25-28日）12場 |
| 2021  | “My Love”中國巡迴（因新冠疫情取消）                                             | 請參考各個的頁面 | 广州（4.29-5.2，4场）、上海（5.14-5.17，4场）、北京（5.28-5.31，4场）3站 |
| 2022  | “把我唱给你听”线上演唱会                                                        | 請參考各個的頁面 | 抖音直播（9.3） |
| 2024  | “今天…is the Day”中國巡迴、世界巡迴及香港跨年個唱                               | 請參考各個的頁面 | 上海（7.5-7.7、7.11-7.13，6场）、广州（7.18-7.21，4场）、北京（7.25-7.28，4场）、南京（8.2-8.5，4场）、成都（8.9-8.12，4场）、杭州（8.16-8.18、8.22-8.24，6场）、重庆（8.30-9.2，4场）、深圳（9.6-9.9，4场）8站；澳门（10.3-10.6，4场）、新加坡（10.10-10.13，4场）、吉隆坡（10.24-10.27，4场）、台北（11.1-11.3，3天4场【原訂10.31，因颱風康芮延期至11.2中午12點】）；香港紅館（2024年12月17-19日、12月21-22日、12月24-27日、12月29日-2025年1月1日、1月3-5日、1月7-10日) 20场 |
| 2025  | "你是我的驕傲2025"演唱會                                                        | 啟德體藝館 | 香港（8月9日） |

## 演唱會影碟
| 名 稱                                                           | 舉辦時間                    | 舉辦地點       | 曲 目 |
| --------------------------------------------------------------- | --------------------------- | -------------- | --- |
| 94演唱會 （页面存档备份，存于）                                 | 1994年8月6日-25日           | 香港體育館     | 曲目 1. 假裝 2. 愛人皇后 3. 今晚沒藉口 4. 不需要愛情 5. 情人Happy Birthday 6. 真我的風采 7. 一起走過的日子 8. 獨自去偷歡 9. 忘情水 10. 纏綿 11. 不能沒有你 12. 暗裡著迷 13. 誰人知 14. 童話王國嘉年華 15. 你是我的夢 16. 最愛是她 17. 愛不完 18. 這一生是給你一個 19. 哎也也 20. 開心的馬騮 21. 永遠寂寞 22. 謝謝你的愛（粵） 23. 天天想你 |
| 96反轉紅館倒轉地球演唱會 （页面存档备份，存于）                 | 1996年8月6日-25日           | 香港體育館     | 曲目 1. Overture（序曲） 2. 真永遠 3. 花花世界 4. 忘情水 5. 鑽石眼淚 6. 情未鳥 7. 這一生是給你一個 8. Laura 9. 上海灘 10. 一個人睡 11. 每次醒來 12. 除非...是你 13. 情深的一句 14. 忘了隱藏 15. 倒轉地球 16. 相思成災 17. 潮水 18. 天意 19. 心酸的情歌 20. 絕對在乎你 21. 仍唱我的歌 22. 十年 |
| 99演唱會 （页面存档备份，存于）                                 | 1999年8月7日-21日           | 香港體育館     | 曲目 1. 謝謝你的愛（粵） 2. 獨自去偷歡 3. 開心的馬騮 4. 一起走過的日子 5. 預謀 6. 冰雨 7. 如果你是我的傳說 8. 掛念 9. 只知道此刻愛你 10. 可不可以 11. 流浪 12. 浪子心聲 13. 情深的一句 14. 真我的風采 15. 木魚與金魚 16. 忘情水 17. 中國人 18. 假裝 19. 他的女人 20. 我恨我癡心 21. 笨小孩 22. 世界第一等 23. 你是我的女人（粵） 24. 心只有你（粵） 25. 愛你一萬年（MV） |
| 夏日Fiesta演唱會2001 （页面存档备份，存于）                     | 2001年8月17日-31日          | 香港體育館     | 曲目 1. Interview（訪談） 2. Overture（序曲） 3. 心藍 4. 我恨我癡心 5. 心只有你 6. 笨小孩 7. 一起走過的日子 8. 情感的禁區 9. 暗裡著迷 10. 流浪 11. 月亮代表我的心 12. 永遠記得你 13. 鴿子情緣 14. 忘情水 15. 踢出個未來 16. 當我遇上你 17. Spanish Fiesta 18. 你是我的女人 19. 心酸的情歌 20. Tango Duel 21. 我不夠愛你 22. 夏日Fiesta 23. 我的心只可容納你 24. 我的胖侶 25. 明星 26. 男人哭吧不是罪 27. 你是我一生中最大的驕傲 28. 天天想你 29. 這一生是給你一個 30. 愛你一萬年 |
| 你是我的驕傲演唱會 （页面存档备份，存于）                       | 2002年12月6日               | 伊利沙伯體育館 | 曲目 1. 因為愛 2. 肉麻情歌 3. 愛不完 4. 你是我的夢 5. 真我的風采 6. 練習 7. 上海灘 8. 憑甚麼 9. 情深的一句 10. 假裝 11. 一起走過的日子 12. 誰人知 13. 你說他是你想嫁的人 14. 媽媽I Love You 15. 情未鳥 16. 情是那麼笨 17. 冰雨 18. 永遠記得你 19. 謝謝你的愛（國） 20. 我恨我癡心 21. 回到你身邊 22. 情感的禁區 23. 再吻我吧 24. 今天 25. 仍唱我的歌 26. 你是我一生中最大的驕傲 27. 獻給你（粉絲合唱） |
| Vision Tour 2004演唱會 （页面存档备份，存于）                   | 2004年8月31日-9月14日       | 香港體育館     | 曲目 1. Opening 2. 但願未流淚 3. 鑽石眼淚 4. 末世天使 5. 我恨我癡心 6. 長夜多浪漫 7. 誰人知 8. 愛不完 9. Prelude To 魔鬼在戀愛 10. 魔鬼在戀愛 11. 一起走過的日子 12. 練習 13. 真永遠 14. 常言道 15. 按摩女郎 16. 永遠記得你 17. 可不可以 18. 明日天涯 19. 江河頌（Music） 20. 大地恩情 21. 中國人 22. 纏綿 23. 忘情水 24. 笨小孩 25. Broadway Opening 26. 假裝 27. 肉麻情歌 28. Duet Dance 29. 千言萬語 30. Prelude to 愛你一萬年 31. 愛你一萬年 32. 影帝無用 33. 暗裡著迷 34. 無須擔心 35. 17歲(當時因版權問題未能收錄,後來於其他影碟重新收錄) |
| Vision Tour 幻影中國 2004-2005巡迴演唱會 （页面存档备份，存于） | 2004年10月9日               | 北京工人體育場 | 曲目 1. Opening 2. 但願未流淚 3. 鑽石眼淚 4. 末世天使 5. 我恨我癡心 6. 天意 7. Prelude to 魔鬼在戀愛 8. 魔鬼在戀愛 9. 來生緣／一起走過的日子 10. 練習 11. 真永遠 12. 孤星淚 13. 冰雨 14. 江河頌（Dance） 15. 中國人 16. 忘情水 17. 笨小孩 18. 謝謝你的愛（國） 19. Broadway Opening 20. 假裝 21. 肉麻情歌 22. Duet Dance 23. 千言萬語 24. Prelude to 愛你一萬年 25. 愛你一萬年 26. 我和我追逐的夢 27. 心只有你（國） 28. 獨自去偷歡 29. 開心的馬騮 30. 男人哭吧不是罪 31. 17歲 |
| Wonderful World 中國巡迴演唱會.上海 （页面存档备份，存于）      | 2007年10月27日              | 上海體育場     | IFPI香港唱片銷量大獎2008 - 十大銷量國語唱片 曲目 1. Overture 2. 中國人（國） 3. 浪人情歌（國） 4. 男人哭吧不是罪（國） 5. 謝謝你的愛（國） 6. 一（國） 7. 太想愛（國） 8. 冰雨（國） 9. 忘情水（國） 10. 笨小孩（國） 11. 十全十美（粵） 12. 超人（國） 13. 今天（國） 14. 心肝寶貝（國） 15. 再說一次我愛你（國） 16. 沒有人可以像你（國） 17. 牧笛（國） 18. 來生緣（國） 19. 歸宿（國） 20. 相思成災（國） 21. 愛你一萬年（國） 22. 愛你一萬年 Chaser 23. 最受歡迎男歌手（國） 24. 無間道（粵） 25. 獨自去偷歡（粵） 26. 開心的馬騮（粵） 27. 我恨我癡心（粵） 28. 我和我追逐的夢（國） 29. 練習（國） 30. 真永遠（國） 31. Everyone is No.1（國） 32. Everyone is No.1 Chaser                                                          |
| Wonderful World 香港演唱會 2007 （页面存档备份，存于）          | 2007年12月21日-2008年1月5日 | 香港體育館     | IFPI香港唱片銷量大獎2008 - 十大銷量廣東唱片、最高銷量廣東唱片 曲目 1. Overture 2. 天比高（粵） 3. 花花世界（粵） 4. 我恨我癡心（粵） 5. 男人哭吧不是罪（國） 6. 只知道此刻愛你（粵） 7. 上海1945（Dance） 8. 一（國） 9. 太想愛（國） 10. 暗裡著迷（粵） 11. 你是我的女人（粵） 12. 笨小孩（國） 13. 沒有人可以像你（國） 14. 不是我的我不要（粵） 15. 這一生是給你一個（粵） 16. 一起走過的日子（粵） 17. 牧笛（國） 18. 絕對在乎你（粵） 19. 天怒（Dance） 20. 歸宿（國） 21. 情未鳥（粵） 22. 再會了（粵） 23. 愛你一萬年（國） 24. 愛你一萬年 Chaser 25. 超人（國） 26. 一起嗌（粵） 27. 無間道（粵） 28. 如果我有事（粵） 29. 17歲（粵） 30. 永遠記得你（粵） 31. 如果有一天（粵） 32. 沒有翅膀的天使（粵） 33. 沒有翅膀的天使 Chaser |
| Unforgettable香港演唱會2010 （页面存档备份，存于）              | 2010年12月20日-2011年1月8日 | 香港體育館     | IFPI香港唱片銷量大獎2011 - 最暢銷本地現場錄製音像产品 曲目 1. Overture 2. 天天想妳 3. 大眼睛 4. 你是我的夢 5. 3個十年Overture（music） 6. 十年 7. 愛不完 8. 天籟…星河傳說 9. 如果有一天 10. 大愛無量（music） 11. 情義兩心堅 12. 神鵰大俠 13. 中國人 14. 情深的一句 15. Ma Ma I Love You（與葉德嫻合唱） 16. 赤子（葉德嫻） 17. 無間道（粵） 18. 被遺忘的時光 19. 流浪 20. 最愛是誰 21. 心只有妳 22. 仍唱我的歌 23. 信自己 24. 憑什麽 25. Stand up 26. 掌聲響起 27. 獨自去偷歡 28. 不需要愛情 29. 鑽石眼淚 30. 末世天使 31. 17歲 32. I Don't Wanna Say Goodbye |
| Unforgettable中國巡迴演唱會2011 （页面存档备份，存于）          | 2011年5月7日                | 上海體育場     | 曲目 1. Overture 2. 孤星淚 3. 天意 4. 謝謝你的愛 5. 如果妳是我的傳說 6. 今天 7. 天天想妳 8. 大眼睛 9. 你是我的夢 10. 悟 11. 忘情水 12. 愛你一萬年 13. 中國人 14. 來生緣 / 一起走過的日子 15. 無間道 / 被遺忘的時光 16. 我和我追逐的夢 17. 冰雨 18. 你是我一生中最大的驕傲 19. 信自己 20. 憑甚麽 21. Stand up 22. 掌聲響起 23. 獨自去偷歡 24. 不需要愛情 25. 鑽石眼淚 26. 末世天使 27. 我恨我癡心 28. 17歲 29. 珍愛舞台 |